# Sude
El Sude és un riu d'Alemanya de 85 km que neix al sud-est de Renzow a l'estat de Mecklemburg-Pomerània Occidental. Desemboca a l'Elba a Boizenburg a l'estat de Mecklemburg-Pomerània Occidental. Travessa el municipi d'Amt Neuhaus, un exclavament de Baixa Saxònia a la riba dreta de l'Elba.
El Sude neix a un bosc entre Renzow i Gross Welzin, travessa el llac Dümmersee, passa a Hagenow, Lübtheen, Amt Neuhaus. Desemboca a l'oest a l'Elba a Boizenburg. Fins a 1983 desembocava al poble de Gothmann a l'Elba, però el curs va desviar-se cap al port de Boizenburg, el que va fer que el Boize, que abans desembocava directament a l'Elba va esdevenir un afluent del Sude.

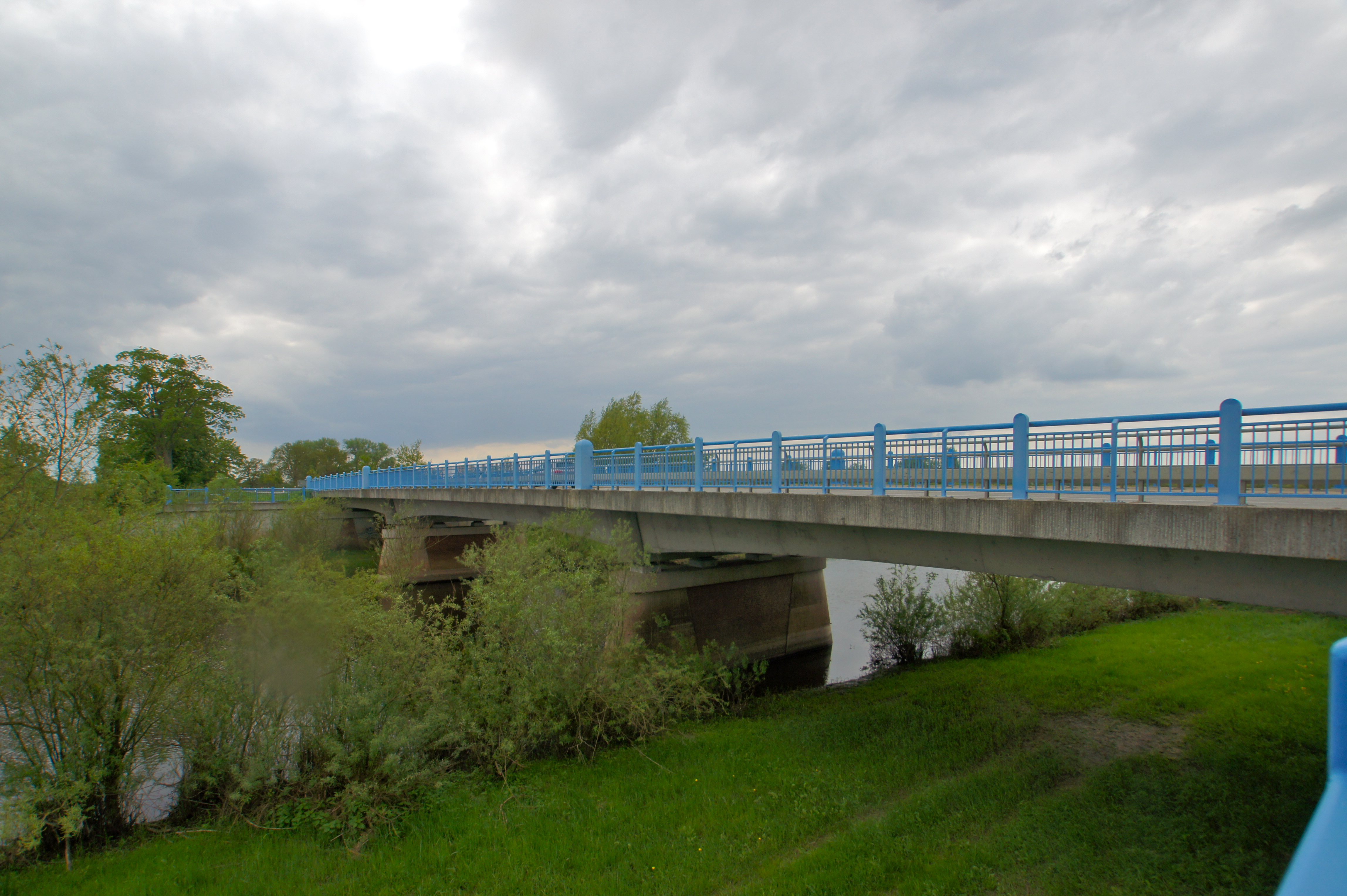
Pont al Sude a Bandekow (Teldau)
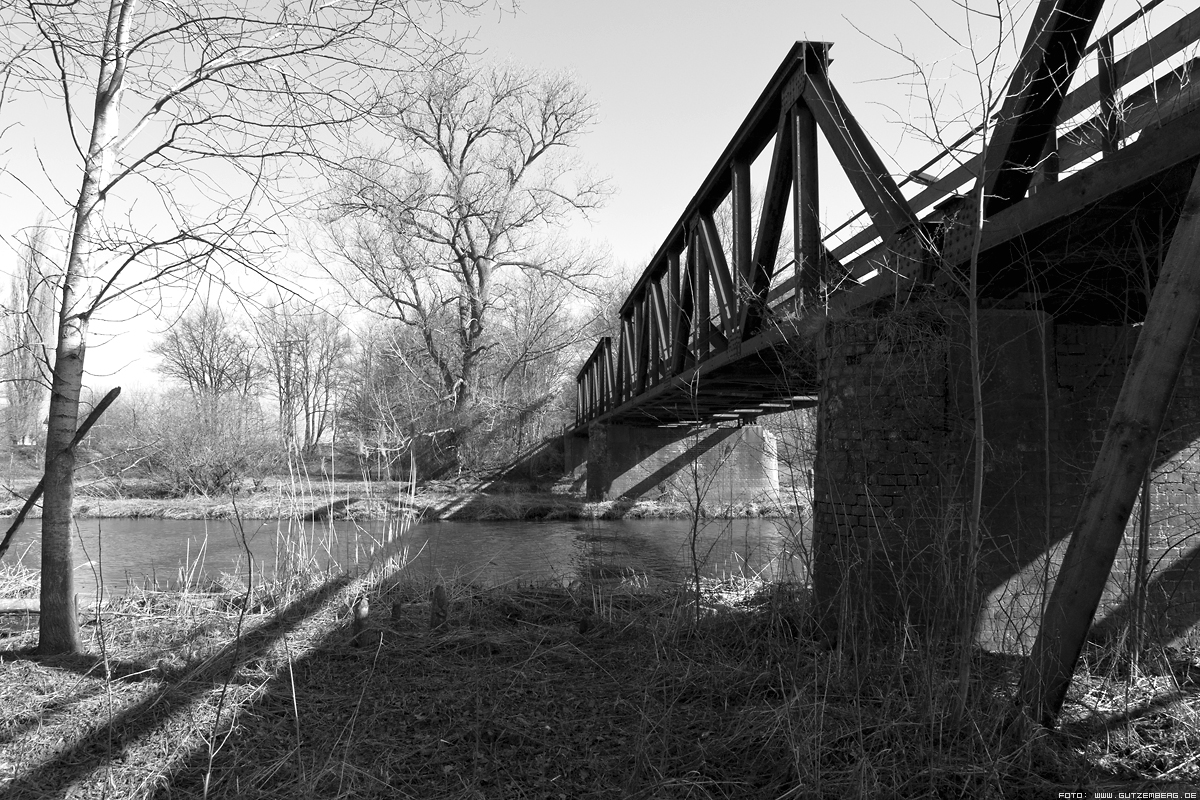
Pont ferroviari prop de Preten
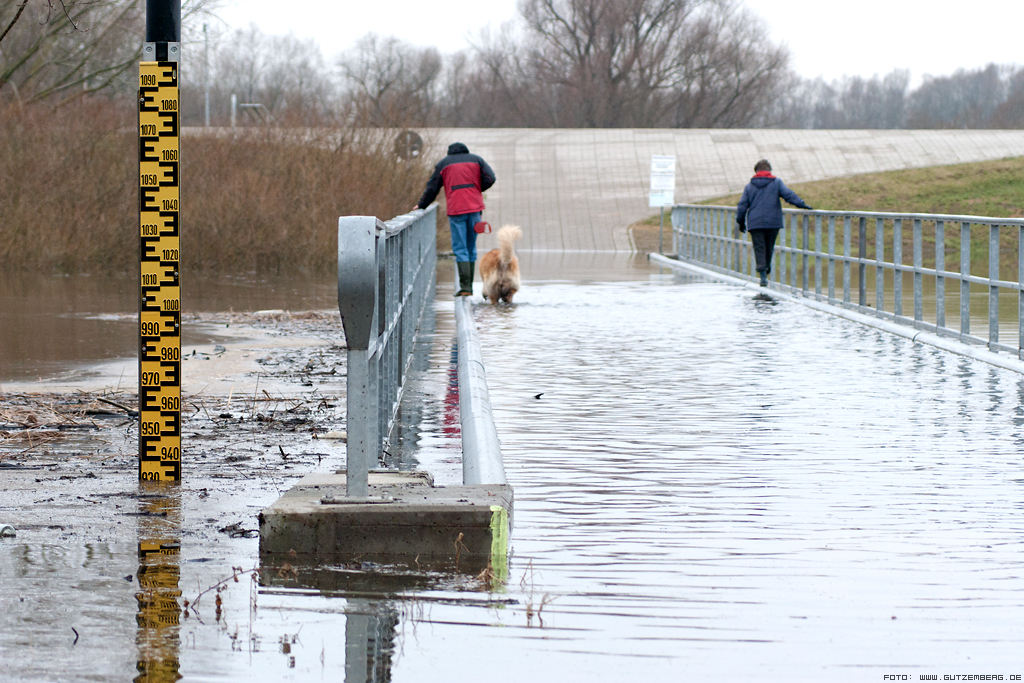
Aigua alta el 2011 prop de Gothmann (Boizenburg)

Afluents a la riba esquerra
Zare, Krainke, Rögnitz, Lake, Strohkirchener Bach, Kraaker Mühlenbach, Schwarzer Graben, Lehmkuhlener Bach
Afluents a la riba dreta
Boize, Schaale, Strom, Schmaar, Kleine Sude